# Thomas Dannemann
Thomas Dannemann (* 1968 in Bad Saarow) ist ein deutscher Schauspieler und Regisseur.

## Leben
Er wuchs in Ost-Berlin auf und studierte dort von 1990 bis 1994 an der Hochschule für Schauspielkunst „Ernst Busch“. 2004 wurde er von der Jury der Fachzeitschrift Theater heute zum Schauspieler des Jahres gewählt. Am Theater hat er auch einige Inszenierungen als Regisseur realisiert, so in der Spielzeit 2019/20 am Schauspielhaus Bochum.

## Filmografie
- 1985: Der Staatsanwalt hat das Wort – Ich geh’ zur Oma
- 1988: Wir sind fünf
- 2003: Broti & Pacek - irgendwas ist immer
- 2005: Spiele der Macht – 11011 Berlin
- 2005: Keine Lieder über Liebe
- 2005: Falscher Bekenner
- 2005: Ein toter Bruder
- 2005: Keine Lieder über Liebe
- 2007: Zeit zu leben
- 2007: SOKO Köln – Ein ganz normaler Tag
- 2008: Im Namen des Gesetzes – Tödlicher Einbruch
- 2008: Tatort – Wolfsstunde
- 2009: Tatort – Im Sog des Bösen
- 2009: Die Rosenheim-Cops – Ein Schuss in der Nacht
- 2009: Kommissar Stolberg – Requiem
- 2010: Wilsberg – Gefahr im Verzug
- 2011: Das Duo – Tödliche Nähe
- 2011: Die Summe meiner einzelnen Teile
- 2011: Marco W. – 247 Tage im türkischen Gefängnis
- 2011: Jean Genet: Balkon, Kammerspiele Staatstheater Stuttgart
- 2012: SOKO Köln – Bauernopfer
- 2012: Die Draufgänger – Sweet Kid
- 2012: Danni Lowinski – Bittere Pille
- 2012: Der Dicke – Späte Reue
- 2012: Mord mit Aussicht – Tod am 18. Loch
- 2013: Kommissarin Lucas – Bittere Pillen
- 2015: Tatort – Benutzt
- 2018: Notruf Hafenkante – Der doppelte Viktor
- 2019: SOKO Köln – Unter Kollegen
- 2021: SOKO Potsdam: Ich weiß, wer du bist
- 2022: SOKO Wismar: Frau Sonntag sucht das Glück
- 2022: Der Usedom-Krimi – Schneewittchen
- 2024: In aller Freundschaft: Liebe lässt sich nicht versichern

## Theater
- 2013: Soldaten. Protokolle vom Kämpfen, Töten und Sterben, Sönke Neitzel und Harald Welzer, Schauspiel Hannover, UA: September 2013.